# Indican
L'indican est un composé organique incolore naturellement présent dans les plantes de la famille des Indigofera (en particulier l'indigotier). C'est un précurseur de l'indigotine, la principale molécule de la teinture indigo.

## Propriétés
L'indican est un hétéroside : il est composé d'un noyau de glucose lié à un noyau indole. Son hydrolyse donne deux composés : le β-D-glucose et l'indoxyle. Ce dernier, une fois oxydé (par simple contact à l'air libre par exemple), donnera l'indigotine, l'élément principal de la teinture d'indigo.